# Arvidsjaurs landskommun
Arvidsjaurs landskommun var en tidigare kommun i Norrbottens län. 

## Administrativ historik
När 1862 års kommunalförordningar trädde i kraft den 1 januari 1863 gällde detta inte socknarna i Lappland. Först den 1 januari 1874 bildades Arvidsjaurs landskommun i Arvidsjaurs socken när kommunalförordningarna började gälla även där.
Den 25 oktober 1895 inrättades Arvidsjaurs kyrkostads municipalsamhälle. Namnet förkortades den 7 september 1951 till Arvidsjaur. Municipalsamhället upphörde vid utgången av år 1962.
1947 överfördes de till Arjeplogs landskommun och Södra Bergnäs kyrkobokföringsdistrikt hörande delarna av Gullö by, samt hemmanet Sandudden till Arvidsjaurs landskommun och Arvidsjaurs kyrkobokföringsdistrikt. Området hade 71 invånare och en areal av 41,06 kvadratkilometer, varav 28,46 land.
Den 1 januari 1959 överfördes från Norsjö landskommun och Norsjö kyrkobokföringsdistrikt till Arvidsjaur och Glommersträsks kyrkobokföringsdistrikt ett område (Gallejaur 1:2-1:5) med 7 invånare och med en areal av 1,55 kvadratkilometer, varav 1,29 land.
Kommunreformen 1952 påverkade inte indelningarna i området, då varken Västerbottens eller Norrbottens län berördes av reformen. Vid kommunreformen 1971 bildades Arvidsjaurs kommun av Arvidsjaurs landskommun.

### Kyrklig tillhörighet
I kyrkligt hänseende tillhörde kommunen Arvidsjaurs församling. Från 1 maj 1923 var församlingen uppdelad på två kyrkobokföringsdistrikt: Arvidsjaur och Glommersträsk.

## Kommunvapnet
Blasonering: I fält av guld ett blått renhuvud med röd beväring, därest dylik skall komma till användning, och däröver en blå ginstam med Karlavagnens stjärnbild av guld.
Vapnet, vars motiv föreslagits av en privatperson, fastställdes av Kungl Maj:t 1945.

## Geografi
Arvidsjaurs landskommun omfattade den 1 januari 1952 en areal av 6 111,56 km², varav 5 706,96 km² land. Den 1 januari 1961 omfattade landskommunen en areal av 6 113,11 km², varav 5 708,25 km² land.

### Tätorter i kommunen 1960
| Tätort        | Folkmängd |
| ------------- | --------- |
| Arvidsjaur    | 2 908     |
| Moskosel      | 656       |
| Glommersträsk | 615       |
| Abborrträsk   | 226       |
| Lauker        | 201       |

Tätortsgraden i kommunen var den 1 november 1960 44,7 procent.

## Politik

### Mandatfördelning i Arvidsjaurs landskommun 1938–1966
| 10 | 12 |  | 3 | 4 |

| 29 |

| 8 | 14 |  | 3 | 4 |

| 29 |

| 14 | 15 | 2 | 6 | 3 |

| 36 |

| 9 | 20 | 2 | 6 | 3 |

| 38 |

| 8 | 20 | 2 | 6 | 4 |

| 39 |

| 8 | 19 | 4 | 5 | 4 |

| 37 |

| 7 | 20 | 5 | 5 | 3 |

| 37 |

| 8 | 17 | 6 | 5 |  | 3 |

| 33 | 7 |